# Welschhufe
Welschhufe ist ein Ortsteil der sächsischen Gemeinde Bannewitz im Landkreis Sächsische Schweiz-Osterzgebirge.

## Geografie
Der Ort liegt südlich des Hauptortes. Durch den Ort verläuft die Staatsstraße 36. Der Ort liegt über dem Dresdner Elbtal.

## Geschichte
Erstmals urkundlich erwähnt wurde das Dorf im Jahre 1350 als Holbrode et Welkuz. 1547 wird es als im wüsten Weltzschübel genannt. Das Vorwerk Welschhufe wurde als Teil des Rittergutes Bärenklause genannt, neben dem sich 1785 noch eine Schmiede und 11 Häuser befanden. Seit 1860 breitete sich der Ort Neu-Welschhufe mit dem Bau einer Schule, die am 19. August 1904 geweiht wurde, und vielen Häusern entlang der Bundesstraße 170 bis in das Poisental aus.

## Persönlichkeiten

### Söhne und Töchter der Gemeinde
- Karl Otto Uhlig (1872–1950), Sächsischer Innenminister

## Sonstiges
- Ortsvorsteher ist Rudolf Drabek.